# Caledonia (New York)
Pour les articles homonymes, voir Caledonia (homonymie).
Ne doit pas être confondu avec Caledonia (village, New York).
Caledonia est une ville située dans le comté de Livingston, dans l'État de New York aux États-Unis. Lors du recensement de 2010, sa population est de 4 255 habitants, dont 2 201 dans le village de Caledonia.

## Géographie
La ville se situe dans la partie nord-ouest du comté, au sud-ouest de Rochester (New York).
La municipalité s'étend sur 44,13 milles carrés (114,3 km2), dont 0,25 milles carrés (0,65 km2) d'étendues d'eau.

## Communautés et hameaux
- Baker, hameau dans la partie nord-est de la ville
- Caledonia, village à la limite nord de la ville
  - Caledonia Fish Hatchery, écloserie d'État, au nord du village
- Canawaugus, hameau au sud-est de la ville et ancien village Sénécas
- Maxwell, hameau au nord-est de la ville
- Menzie Crossing, hameau au nord-est de la ville
- Taylor, hameau au sud du village de Caledonia
- Toggletown, hameau à la limite sud de la ville